# Groot-Brittannië op de Olympische Winterspelen 1980
Tijdens de Olympische Winterspelen van 1980, die in Lake Placid (Verenigde Staten) werden gehouden, nam Groot-Brittannië voor de dertiende keer deel.

## Medailleoverzicht
| Sport       | Olympiër      | Discipline | Medaille |
| ----------- | ------------- | ---------- | -------- |
| Kunstrijden | Robin Cousins | mannen     | Goud     |

## Deelnemers en resultaten

### Alpineskiën
| Olympiër         | Discipline       | Resultaat | Prestatie                        |
| ---------------- | ---------------- | --------- | -------------------------------- |
| Konrad Bartelski | afdaling (m)     | 12e       | 1.48,53 (+3,03)                  |
| Konrad Bartelski | reuzenslalom (m) | 39e       | 2.57,70 (+16,96) 1.27,71+1.29,99 |
| Konrad Bartelski | slalom (m)       | dnf-1     | opgave run 1                     |
| Ross Blyth       | afdaling (m)     | 28e       | 1.51,12 (+5,62)                  |
| Ross Blyth       | reuzenslalom (m) | 43e       | 3.00,10 (+19,36) 1.29,21+1.30,89 |
| Ross Blyth       | slalom (m)       | 28e       | 2.03,56 (+19,30) 1.04,14+59,42   |
| David Cargill    | afdaling (m)     | 29e       | 1.52,02 (+6,52)                  |
| Roddy Langmuir   | reuzenslalom (m) | dnf-1     | opgave run 1                     |
| Roddy Langmuir   | slalom (m)       | dnf-1     | opgave run 1                     |
| Alan Stewart     | afdaling (m)     | 30e       | 1.53,41 (+7,91)                  |
| Alan Stewart     | reuzenslalom (m) | 33e       | 2.52,95 (+12,21) 1.25,53+1.27,42 |
| Alan Stewart     | slalom (m)       | dnf-1     | opgave run 1                     |
|                  |                  |           |                                  |
| Kirstin Cairns   | slalom (v)       | dnf-1     | opgave run 1                     |
| Moira Cargill    | afdaling (v)     | 24e       | 1.42,82 (+5,30)                  |
| Valentina Iliffe | afdaling (v)     | 25e       | 1.43,28 (+5,76)                  |
| Valentina Iliffe | reuzenslalom (v) | 31e       | 3.02,76 (+21,10) 1.23,33+1.39,43 |
| Valentina Iliffe | slalom (v)       | 16e       | 1.38,56 (+13,47) 48,88+49,68     |
| Anne Robb        | reuzenslalom (v) | 27e       | 2.56,08 (+14,42) 1.20,79+1.35,29 |
| Anne Robb        | slalom (v)       | dnf-1     | opgave run 1                     |

### Biatlon
| Olympiër                                           | Discipline             | Resultaat | Prestatie                                                                                            |
| -------------------------------------------------- | ---------------------- | --------- | --- |
| Graeme Ferguson                                    | 20 km (m)              | 33e       | 1:19.53,98 (+11.37,67) pen.: 7 (1 / 1 / 0 / 5)                                                       |
| Paul Gibbins                                       | 10 km (m)              | 42e       | 38.44,24 (+6.33,55) pen.: 5 (2 / 3)                                                                  |
| Keith Oliver                                       | 10 km (m)              | 20e       | 35.45,89 (+3.35,20) pen.: 2 (1 / 1)                                                                  |
| Keith Oliver                                       | 20 km (m)              | 16e       | 1:14.02,30 (+5.45,99) pen.: 2 (0 / 2 / 0 / 0)                                                        |
| Jim Wood                                           | 10 km (m)              | 40e       | 38.30,09 (+6.19,40) pen.: 4 (3 / 1)                                                                  |
| Jim Wood                                           | 20 km (m)              | 25e       | 1:15.45,37 (+7.29,06) pen.: 3 (0 / 0 / 2 / 1)                                                        |
| Graeme Ferguson Keith Oliver Jim Wood Paul Gibbins | 4x7,5 km estafette (m) | 12e       | 1:42.10,59 (+8.07,32) pen.: 2-14 (0-2 / 0-5 / 2-4 / 0-3) (24.43,63 / 25.39,61 / 26.47,14 / 25.00,21) |

### Bobsleeën
| Olympiër                                                            | Discipline                        | Resultaat | Prestatie                                               |
| ------------------------------------------------------------------- | --------------------------------- | --------- | ------------------------------------------------------- |
| Jonathan Woodall John Howell                                        | 2-mansbob (m) Groot-Brittannië I  | 10e       | 4.15,92 (+6,56) (1.04,12 / 1.04,12 / 1.03,65 / 1.04,03) |
| Roger Potter Michael Pugh                                           | 2-mansbob (m) Groot-Brittannië II | 17e       | 4.18,57 (+9,21) (1.04,93 / 1.04,77 / 1.04,40 / 1.04,47) |
| Jonathan Woodall Tony Wallington Corrie Brown John Howell           | 4-mansbob (m) Groot-Brittannië I  | 9e        | 4.04,92 (+5,00) (1.01,44 / 1.01,42 / 1.00,98 / 1.01,08) |
| Jackie Price Malcolm Lloyd Andrew Ogilvy-Wedderburn Nicholas Phipps | 4-mansbob (m) Groot-Brittannië II | 15e       | 4.07,69 (+7,77) (1.01,79 / 1.01,90 / 1.02,11 / 1.01,89) |

### Kunstrijden
| Olympiër                       | Discipline | Resultaat | Prestatie               |
| ------------------------------ | ---------- | --------- | ----------------------- |
| Robin Cousins                  | mannen     | Goud      | pc. 13,0; 189,5 punten  |
| Christopher Howarth            | mannen     | 15e       | pc. 134,0; 145,7 punten |
| Karena Richardson              | vrouwen    | 12e       | pc. 109,0; 168,9 punten |
| Susy Garland Robert Daw        | paarrijden | 10e       | pc. 91,0; 124,4 punten  |
| Jayne Torvill Christopher Dean | ijsdansen  | 5e        | pc. 42,0; 197,1 punten  |
| Karen Barber Nicky Slater      | ijsdansen  | 12e       | pc. 104,0; 176,9 punten |

### Langlaufen
| Olympiër        | Discipline | Resultaat | Prestatie            |
| --------------- | ---------- | --------- | -------------------- |
| Charles MacIvor | 15 km (m)  | 49e       | 48.37,57 (+6.39,94)  |
| Michael Goode   | 15 km (m)  | 52e       | 49.47,20 (+7.49,57)  |
| Philip Jacklin  | 15 km (m)  | 57e       | 52.14,17 (+10.16,54) |

### Rodelen
| Olympiër                           | Discipline | Resultaat | Prestatie                                             |
| ---------------------------------- | ---------- | --------- | ----------------------------------------------------- |
| Jeremy Palmer-Tomkinson            | mannen     | 15e       | 3.02,264 (+7,468) (45,191 / 46,947 / 45,060 / 45,066) |
| Neil Townshend                     | mannen     | 16e       | 3.02,399 (+7,603) (46,726 / 45,358 / 45,037 / 45,278) |
| Derek Prentice                     | mannen     | 22e       | 3.04,522 (+9,726) (45,502 / 45,880 / 46,425 / 46,715) |
| Joanna Weaver                      | vrouwen    | 23e       | 2.45,281 (+8,744) (40,881 / 41,201 / 41,167 / 42,032) |
| Avril Walker                       | vrouwen    | dnf-4     | opgave run 4 (39,695 / 40,948 / 1.13,062 / opgave)    |
| Derek Prentice Christopher Dyason  | dubbel     | 14e       | 1.22,567 (+3,236) (40,705 / 41,862)                   |
| Jeremy Palmer-Tomkinson John Denby | dubbel     | 19e       | 1.30,899 (+11,568) (42,406 / 48,493)                  |

### Schaatsen
| Olympiër        | Discipline   | Resultaat | Prestatie           |
| --------------- | ------------ | --------- | ------------------- |
| John French     | 5000 m (m)   | 27e       | 7.59,62 (+57,33)    |
| John French     | 10.000 m (m) | 24e       | 16.17,56 (+1.49,43) |
| Alan Luke       | 1500 m (m)   | 34e       | 2.17,79 (+22,35)    |
| Alan Luke       | 5000 m (m)   | 26e       | 7.52,65 (+50,36)    |
| Archie Marshall | 500 m (m)    | dq        | diskwalificatie     |
| Archie Marshall | 1000 m (m)   | 40e       | 2.00,93 (+45,75)    |
| Geoff Sandys    | 1500 m (m)   | 33e       | 2.15,06 (+19,62)    |
| Geoff Sandys    | 5000 m (m)   | 28e       | 8.01,09 (+58,80)    |
|                 |              |           |                     |
| Kim Ferran      | 500 m (v)    | 30e       | 47,25 (+5,47)       |
| Kim Ferran      | 1000 m (v)   | 35e       | 1.34,19 (+10,09)    |
| Kim Ferran      | 1500 m (v)   | dq        | diskwalificatie     |
| Mandy Horsepool | 1000 m (v)   | 37e       | 1.36,31 (+12,21)    |
| Mandy Horsepool | 1500 m (v)   | 28e       | 2.23,05 (+12,10)    |
| Mandy Horsepool | 3000 m (v)   | 26e       | 5.08,78 (+36,65)    |

Andorra · Argentinië · Australië · België · Bolivia · Bondsrepubliek Duitsland · Bulgarije · Canada · China · Costa Rica · Cyprus · Duitse Democratische Republiek · Finland · Frankrijk · Griekenland · Groot-Brittannië · Hongarije · IJsland · Italië · Japan · Joegoslavië · Libanon · Liechtenstein · Mongolië · Nederland · Nieuw-Zeeland · Noorwegen · Oostenrijk · Polen · Roemenië · Sovjet-Unie · Spanje · Tsjecho-Slowakije · Verenigde Staten · Zuid-Korea · Zweden · Zwitserland